# Aropsiclus junci
Aropsiclus junci är en svampart som först beskrevs av Kohlm. & Volkm.-Kohlm., och fick sitt nu gällande namn av Kohlm. & Volkm.-Kohlm. 1994. Aropsiclus junci ingår i släktet Aropsiclus, ordningen kolkärnsvampar, klassen Sordariomycetes, divisionen sporsäcksvampar och riket svampar.   Inga underarter finns listade i Catalogue of Life.